# Fuente Gaia

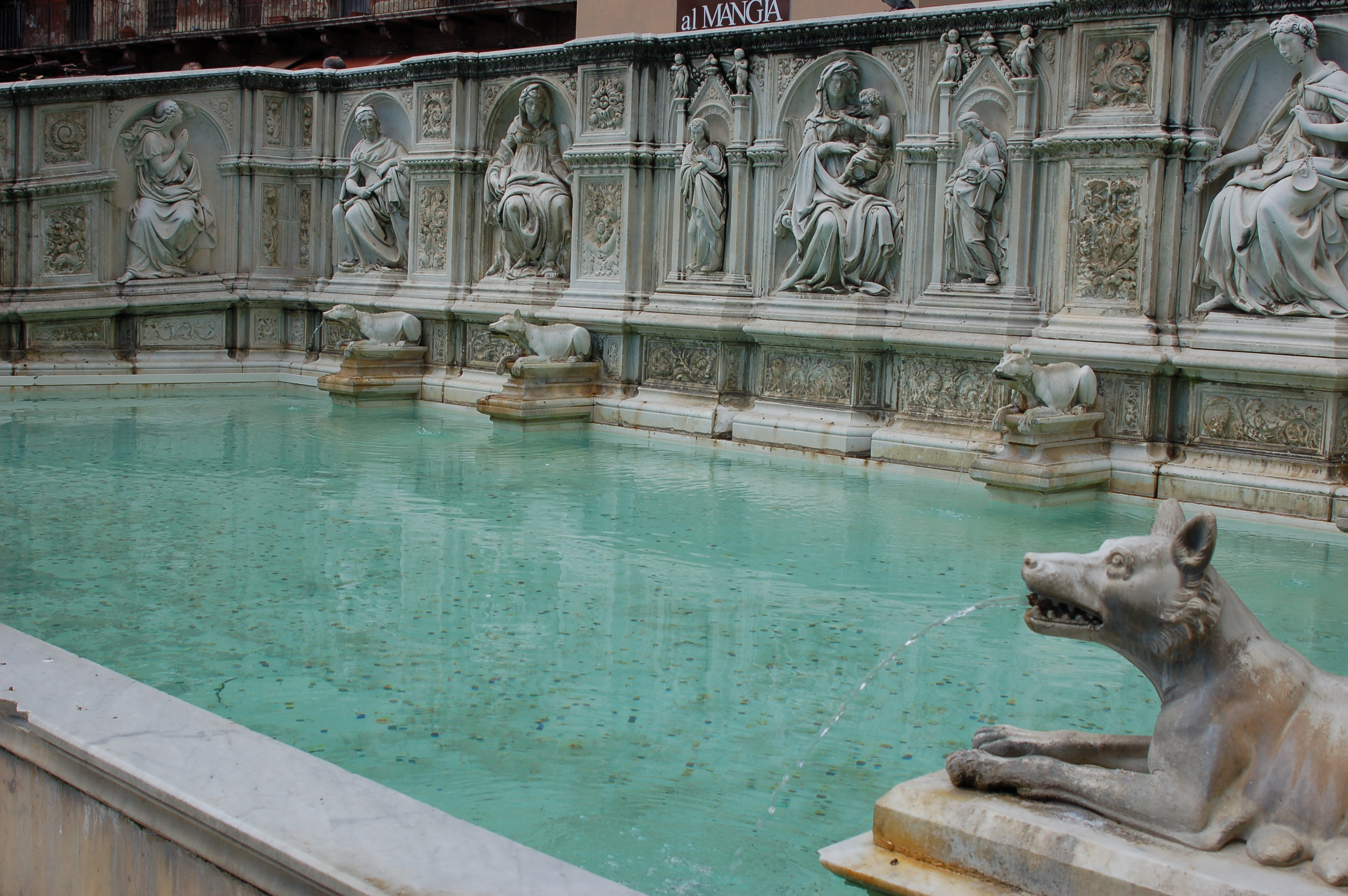
Fuente Gaia

La fuente Gaia (en español: 'fuente de la alegría') es una fuente monumental urbana que se encuentra en la ciudad italiana de Siena, en la Piazza del Campo, en el extremo opuesto del palacio del Ayuntamiento. En este lugar había con anterioridad una fuente que había sido hecha en el Trecento. Su autor fue Jacopo della Quercia, escultor italiano renacentista del Quattrocento que la construyó entre 1409 y 1419. La fuente obtiene el agua de la parte norte de la ciudad.

## Descripción
La fuente está concebida como un gran pilón rectangular delimitado en tres de sus partes por un pretil o murete de mármol. El cuarto lado se cierra con un murete mucho más bajo. Todo el pilón se halla rodeado y protegido por una reja. Cada uno de los lados está adornado hacia el interior con buenos relieves de esculturas insertas en arcos de medio punto a modo de hornacinas. La composición puede recordar un grandioso altar de sacrificios. En esta obra se demuestra la traza típica del Renacimiento en que arquitectura y escultura están íntimamente relacionadas.

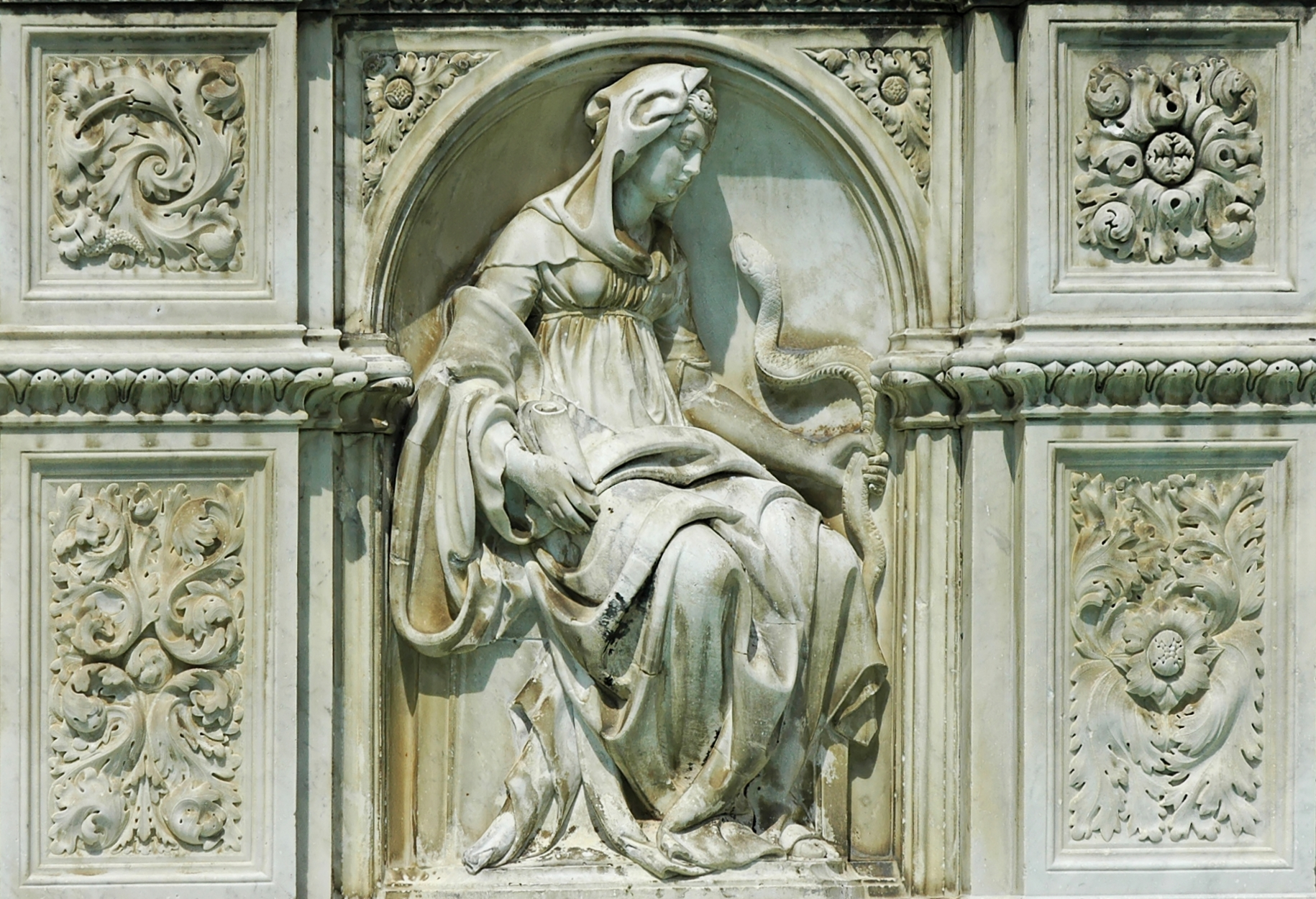
Uno de los paneles.

Las esculturas que rodean la fuente presentan temas de la creación de Adán y Eva, expulsión del Paraíso, la Virgen y las Virtudes y temas de la historia-mitología de Roma como la representación de Acca Laurentia (esposa de Fáustulo) con Rómulo y Remo y Rea Silvia. Las auténticas esculturas se hallan desde 1858 salvaguardadas en la logia del Palacio del Ayuntamiento, siendo las de la fuente una copia hecha por el escultor Tito Sarocchi.